# Шумяцький потік
Шумяцький потік (словац. Šumiacky potok) — річка в Словаччині, права притока Грону, протікає в окрузі Брезно.
Довжина приблизно 6.1-6.2 км. Витік знаходиться в масиві  Низькі Татри (частина Кральовогольські Татри — схил гори Кральова-Голя)  на висоті близько 1690 метрів. Протікає територією сіл Шумяц і Вальковня.
Впадає в Грон на висоті приблизно 755-760 метрів.